# Thora Birch
Pour les articles homonymes, voir Birch.
Thora Birch est une actrice et productrice américaine, née le 11 mars 1982 à Los Angeles (Californie).

## Biographie
D'ascendance scandinave, italienne et allemande, elle est la fille de Jack Birch et de Carol Connors, acteurs de films pornographiques dans les années 1970. 
Elle commence sa carrière à 4 ans en auditionnant pour des publicités. À 6 ans, elle tourne dans son premier film Purple People Eater (1988) et gagne un Young Artist Award pour ce rôle. Elle tourne ensuite dans plusieurs séries télévisées, ainsi que dans plusieurs autres films comme Hocus Pocus (1993). Mais c'est le rôle de Jane Burnham dans le film de Sam Mendes American Beauty (1999) qui la révèle au public. Le film est salué par la critique et remporte cinq Oscars dont celui du meilleur film en 2000. 
Elle obtient ensuite le rôle d'Enid, une adolescente sarcastique et un peu perdue, dans Ghost World (2001) aux côtés de Scarlett Johansson et Steve Buscemi, puis se fait remarquer la même année dans The Hole, un thriller horrifique qui remporte un petit succès critique et commercial. Dès lors, l'actrice apparaît surtout dans des films de genre comme Deadline, Train et Vision des ténèbres (Dark Corners). Depuis, sa carrière semble à l'arrêt,.
En 2016, elle participe en tant que personnage récurrent à la série Colony, où elle interprète le rôle de Morgan, une informaticienne en lutte contre l'occupant.
Elle a un frère, l'acteur et assistant réalisateur Bolt Birch.

## Filmographie

### Cinéma
- 1988 : Purple People Eater : Molly Johnson
- 1990 : Un flic à la maternelle :
- 1991 : Paradise : Billie Pike
- 1991 : Le Plus Beau Cadeau du monde : Hallie O'Fallon
- 1992 : Itsy Bitsy Spider (voix)
- 1992 : Jeux de guerre (Patriot Games) : Sally Ryan
- 1993 : Hocus Pocus : Dani
- 1994 : Mon ami Dodger : (Monkey Trouble) : Eva
- 1994 : Danger immédiat (Clear and Present Danger) : Sally Ryan
- 1995 : Souvenirs d'un été (Now and Then) : Tina « Teeny » Tercell jeune
- 1996 : Alaska : Jessie Barnes
- 1999 : American Beauty : Jane Burnham
- 1999 : Ma mère, moi et ma mère (Anywhere But Here) : Mary
- 2000 : The Smokers (en) : Lincoln Roth
- 2000 : Donjons et Dragons (Dungeons and Dragons) : l’impératrice Savina
- 2001 : The Hole : Liz Dunn
- 2001 : Ghost World : Enid Coleslaw
- 2004 : Silver City : Karen Cross
- 2004 : The Dot : Narrator (voix)
- 2005 : Slingshot (en) : April
- 2006 : Tainted Love : Mia
- 2006 : Vision des ténèbres (en) (Dark Corners) : Karen Clarke/Susan Hamilton
- 2008 : Train : Alex
- 2009 : Deadline : Lucy
- 2009 : Winter of Frozen Dreams : Barbara Hoffman
- 2012 : Petunia (en) : Vivian Petunia
- 2019 : Above Suspicion de Phillip Noyce : Jolene

### Télévision

#### Téléfilms
- 1990 : Dark Avenger : Susie Donovan
- 1999 : L'amour égaré (Night Ride Home) : Clea Mahler
- 2003 : Pour une vie meilleure (Homeless to Harvard: The Liz Murray Story) : Liz Murray
- 2010 : Le Pacte de grossesse (Pregnancy Pact) : Sidney Bloom

#### Séries télévisées
- 1988-1989 : Day by Day (en) : Molly (30 épisodes)
- 1989 : Docteur Doogie (Doogie Howser M.D.) : Megan (1 épisode)
- 1990-1991 : Parenthood (en) : Taylor Buckman (12 épisodes)
- 1995 : Au-delà du réel : L'aventure continue (The Outer Limits) : Aggie Travers (1 épisode)
- 1997 : Les Anges du bonheur (Touched by an Angel) : Erin (1 épisode)
- 2002 : Les Nuits de l'étrange (Night Visions), épisode The Maze : Susan Thornhill[4]
- 2016 : Colony : Morgan (2 épisodes)
- 2019 - 2020 : The Walking Dead : Mary / Gamma (12 épisodes)

## Distinctions

### Récompenses
- Young Artist Awards 1989 : meilleure jeune actrice de moins de neuf ans pour Purple People Eater
- Young Artist Awards 1992 : meilleure jeune actrice dans un drame pour Paradise
- Young Artist Awards 1994 : meilleure jeune actrice dans un rôle principal pour Hocus Pocus
- San Diego Film Critics Society Awards 1999 : meilleure actrice dans un second rôle pour American Beauty
- Screen Actors Guild Awards 2000 : Meilleure distribution pour American Beauty partagée avec Annette Bening, Wes Bentley, Chris Cooper, Peter Gallagher, Allison Janney, Kevin Spacey et Mena Suvari.
- Young Artist Awards 2000 : meilleure performance pour une jeune actrice dans un second rôle  pour American Beauty
- Young Hollywood Awards 2000 : meilleure jeune alchimie à l'écran partagée avec Wes Bentley pour American Beauty
- YoungStar Awards 2000 : meilleure jeune actrice dans un second rôle pour American Beauty
- Festival du cinéma américain de Deauville 2001 : meilleure actrice pour Ghost World
- San Diego Film Critics Society Awards 2001 : meilleure actrice pour Ghost World
- Festival international du film de Seattle 2001 : meilleure actrice pour Ghost World
- Toronto Film Critics Association Awards 2001 : meilleure performance féminine pour Ghost World
- Young Hollywood Awards 2002 : Prix du talent le plus charitable
- Savannah Film Festival 2003 : Prix de la meilleure jeune actrice hollywoodienne
- Prism Awards 2004 : meilleure actrice dans un téléfilm où une mini-série pour Pour une vie meilleure
- Jackson Hole Film Festival 2007 : Prix Nellie Tayloe Ross.
- Festival du film de Boston 2018 : Prix du Jury de la meilleure distribution pour The Etruscan Smile partagée avec Brian Cox, JJ Feild, Rosanna Arquette, Tim Matheson, Peter Coyote, Treat Williams et Emanuel Cohn.

### Nominations
- Young Artist Awards 1989 : meilleure jeune distribution dans une série télévision comique pour Day by Day (en) partagée avec Christopher Finefrock, Robert Chavez, Garrett Taylor, Anthony McConnell, Gino De Mauro et Mark Gordon
- Young Artist Awards 1990 : meilleure performance pour une actrice de moins de 9 ans dans une série télévision comique pour Day by Day
- Young Artist Awards 1991 : meilleure jeune actrice dans un second rôle dans une série télévision comique pour Parenthood (en)
- Chicago Film Critics Association Awards 1992 : Actrice la plus prometteuse pour Paradise et pour Le Plus Beau Cadeau du monde
- Young Artist Awards 1993 : meilleure jeune actrice pour Le Plus Beau Cadeau du monde
- Young Artist Awards 1993 : meilleure jeune actrice de moins de 10 ans pour Jeux de guerre
- Young Artist Awards 1996 : meilleure jeune distribution pour Souvenirs d'un été partagée avec Christina Ricci, Gaby Hoffmann et Ashleigh Aston Moore
- Young Artist Awards 1997 : Young Artist Awards de la meilleure performance pour une jeune actrice pour Alaska
- British Academy Film Awards 2000 : Meilleure actrice dans un second rôle pour American Beauty
- Chicago Film Critics Association Awards 2002 : Meilleure actrice pour Ghost World
- Young Artist Awards 2001 : Young Artist Awards de la meilleure performance pour une jeune actrice dans un second rôle pour Donjons et Dragons
- Golden Globes 2002 : Meilleure actrice pour Ghost World
- Saturn Awards 2002 : Cinescape Genre Face of the Future Award de la meilleure actrice Donjons et Dragons et pour Ghost World
- Satellite Awards 2002 : Meilleure actrice pour Ghost World
- Vancouver Film Critics Circle Awards 2002 : meilleure actrice pour Ghost World
- Prism Awards 2003 : Meilleure actrice dans une mini-série ou un téléfilm pour Pour une vie meilleure